# خليج كلاوي
خليج كلاوي هو منتجع على البحر الأحمر في محافظة البحر الأحمر في جنوب شرق مصر. يقع الخليج على بعد 32 كيلومترا جنوب مدينة سفاجا. خليج كلاوي هو منطقة عطلات تم بناؤها حديثًا ويغلب عليها السياح وتقع في خليج صغير يحمل نفس الاسم على البحر الأحمر. تتكون المستوطنة من مجمع فندقي يقع على بعد 32 كيلومترًا جنوب سفاجا. من مسافة قصيرة أمام الشاطئ هناك بعض الشعاب المرجانية الصغيرة في البحر.

## صور

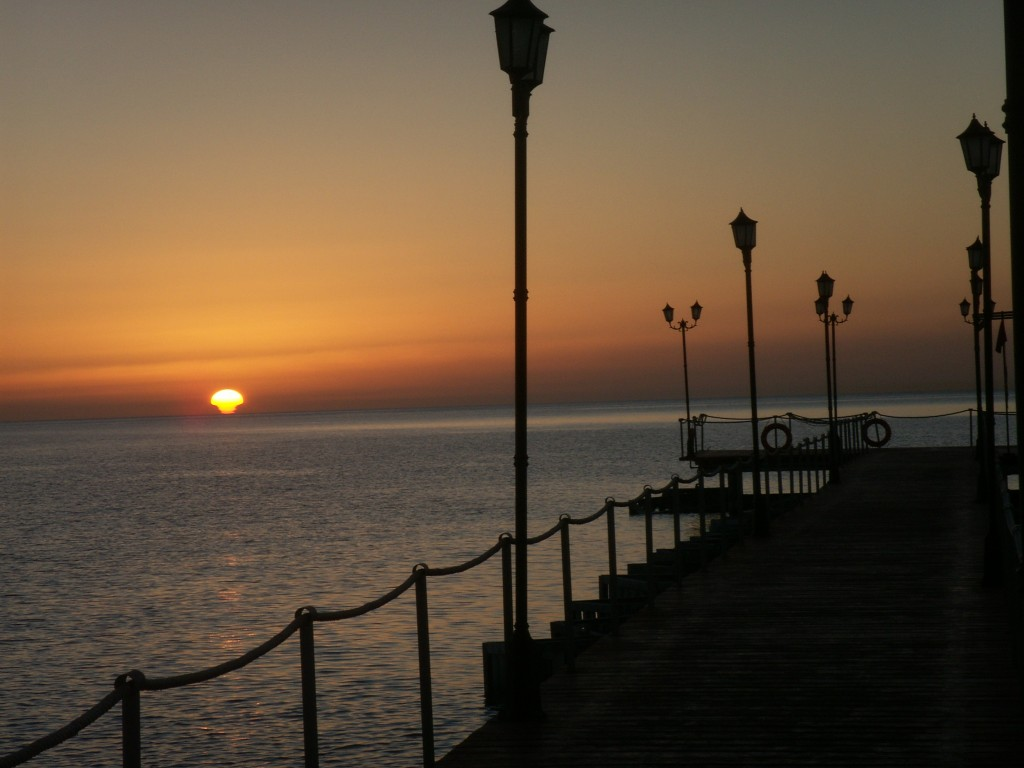
خليج كلاوي
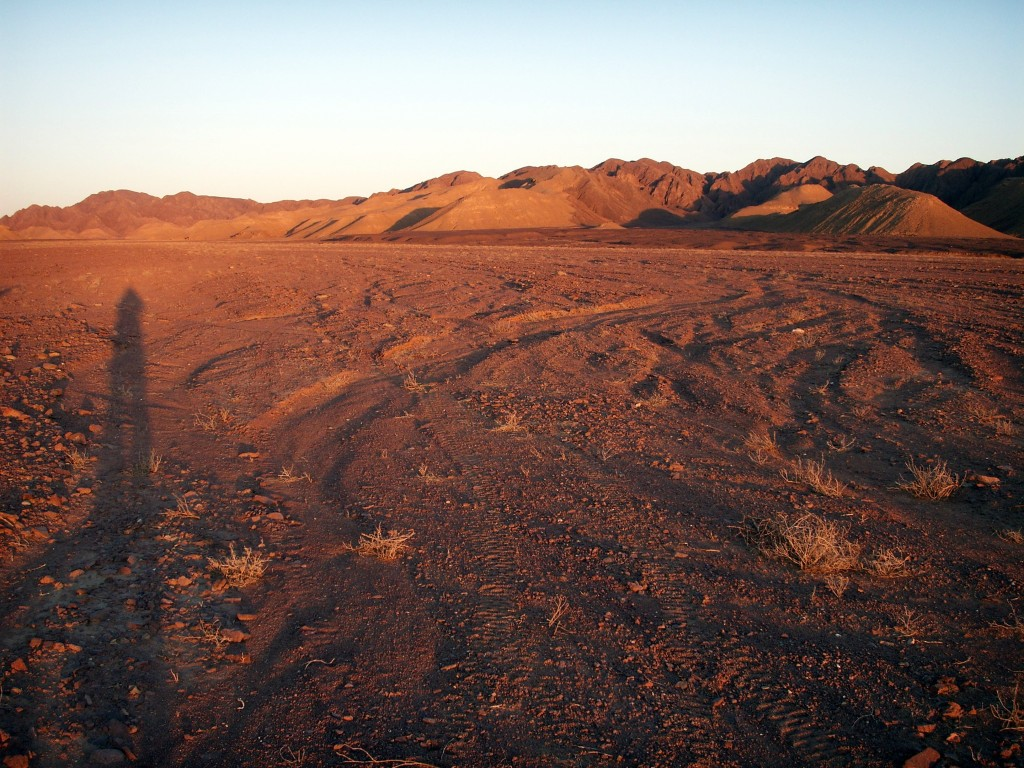
الصحراء الشرقية بجوار خليج كلاوي